# Batynomus obrovský
Bathynomus obrovský (Bathynomus giganteus) je stejnonožec žijící na oceánském dně, v hloubkách přes tisíc metrů. Může dosáhnout délky přes 30 cm a váhy více než půldruhého kilogramu. Rekordně velký jedinec dosahoval délky 50 cm a existují i neověřené údaje o jedinci dlouhém 76 cm. Živí se těly uhynulých živočichů, která klesnou ke dnu. Jelikož takové potravy není mnoho, je schopen ji přijímat najednou ve velkém množství (až polovinu vlastní hmotnosti) a poté několik let hladovět. Vzhledem k nedostatku světla v hlubinách je bezbarvý. Má zploštělé tělo, krunýř, sedm párů článkovaných nohou, dva páry tykadel a složené oči.